# Hambletonia squalicephala
Hambletonia squalicephala is een vliesvleugelig insect uit de familie Encyrtidae. De wetenschappelijke naam is voor het eerst geldig gepubliceerd in 1997 door Sharkov & Woolley.